# Ludwig De Winter
Ludwig De Winter (La Louvière, Hainaut, 31 de desembre de 1992) és un ciclista belga, professional des del 2013 fins al 2021.
El seu germà Gordon també s'ha dedicat al ciclisme.